# Argyripnus pharos
Argyripnus pharos är en fiskart som beskrevs av Edgar von Harold och Lancaster 2003. Argyripnus pharos ingår i släktet Argyripnus och familjen pärlemorfiskar. Inga underarter finns listade i Catalogue of Life.